# 우르바노 라타치
우르바노 피오 프란체스코 라타치(이탈리아어: Urbano Pio Francesco Rattazzi, 1808년 6월 29일 ~ 1873년 6월 5일)는 이탈리아 왕국의 정치인이자 총리이다.

## 생애
1808년 피에몬테의 알레산드리아에서 태어났다. 토리노 대학교에서 법학을 전공했으며, 1838년에 변호사 활동을 시작하여 사르데냐-피에몬테 왕국의 수도 토리노와 카살레에서 큰 성공을 거두었다. 1863년 프랑스 나폴레옹 1세 황제의 조카손녀이자 저명한 프랑스 소설가였던 레티티아 마리 위즈 보나파르트와 결혼하였으며, 딸 로마나 라타치(Romana Rattazzi, 1871년~1943년)를 두었다.
1848년 고향 알레산드리아의 지역구 의원으로서 사르데냐 왕국의 하원에 입성하였다. 의사당이 있는 토리노로 건너간 라타치는 자유주의 세력과 협력하였다. 라타치는 뛰어난 토론 실력으로 체자레 발보 내각을 무너뜨리는 데 기여했고, 1848년 8월 공교육부 장관직에 임명되었으나 며칠 후에 사퇴하였다. 12월에는 빈첸초 조베르티 내각에서 내무장관으로 임명되었고, 1849년 2월 조베르티 내각이 몰락하자 라타치는 총리로서 새 내각을 임명할 권한을 위임받았다. 하지만 노바라 전투에서 사르데냐군이 패배하면서 1849년 3월 사임을 택했다.
이후 라타치는 민주파를 떠나 온건 자유파에 합류하여 중도좌파 진영을 결성했다. 중도좌파는 카보우르 백작이 이끄는 중도우파 진영과 연합하였다. 좌우파의 온건파들이 힘을 합친 이른바 '콘누비오' (connubio) 세력은 1852년 11월 마시모 다첼리오 내각의 실각과 카보우르에 의한 새 내각 구성을 이끌어냈다. 라타치는 1853년 의회의장직을 사임하고 법무장관을 거쳐 내무장관으로 재임명됐다. 내무장관 재직시절 라타치는 특정 수도회의 해산, 교회 재산의 부분 세속화, 종교 단체의 영향력 제한 등 여러 개혁 조치를 단행했다. 이는 성직자 정당과의 격렬한 투쟁을 야기했다. 일시적인 여론 반전으로 1858년 내무장관직을 사임했으나, 1859년 라 마르모라 내각에 다시 내무장관으로 합류했다.
1860년 1월 니차 백국과 사보이아 공국의 프랑스 할양 협상에 반대했으나 결국 강행되자 내무장관직에서 다시 물러난 라타치는 이후 해당 정책에 입장을 바꾸고 초대 이탈리아 하원의장으로 임명되었다. 1862년 3월에는 베티노 리카솔리의 뒤를 이어 총리직에 올랐으며 외무장관과 내무장관직을 겸임했다. 그러나 아스프로몬테에서 주세페 가리발디에 대한 탄압 정책에 비판여론이 제기되자 이에 책임을 지고 이듬해 12월 총리직에서 물러났다. 5년 후인 1867년 4월부터 10월까지 다시 한번 총리를 역임했으나, 이번에도 가리발디에 대한 개인적 적대감이 대중의 반발을 불러일으키면서 총리직에서 물러났다. 1873년 6월 5일 프로시노네에서 사망했다.